# Achaetica alatavica
Achaetica alatavica är en insektsart som beskrevs av Mitjaev 2000. Achaetica alatavica ingår i släktet Achaetica och familjen dvärgstritar. Inga underarter finns listade i Catalogue of Life.